# Parúlids
Els parúlids (Parulidae) són una família d'ocells de l'ordre dels passeriformes, pròpia d'Amèrica. L'aspecte semblant a les espècies de la família del sílvids (Sylviidae) ha ocasionat que en anglès se'ls denomini genèricament amb el nom de New World warblers (bosqueroles del Nou Món).

## Morfologia
Tots els parúlids són ocells petits. L'espècie més petita és Vermivora luciae, que pesa uns 6,5 grams i fa uns 10,6 cm de llargària. L'espècie més grossa és Leucopeza semperi, que pot superar els 15 cm de llargària i els 21 grams de pes. Els mascles de moltes de les espècies migratòries, especialment les que es reprodueixen més al nord, tenen un plomatge distintiu, almenys durant l'època de la reproducció, que fan servir en les seves conductes d'ostentació per reclamar territori i aconseguir parella. En contra, les espècies tropicals sedentàries, que fan parelles per a tota la vida, mostren molt poc o cap dimorfisme sexual. Entre tantes espècies, però, hi ha excepcions, i també es presenten espècies tropicals sedentàries dimòrfiques i migradores amb els dos sexes gairebé idèntics.

## Ecologia
La major part són arborícoles, però també hi ha espècies més terrestres. El grup es va originar probablement al nord d'Amèrica Central, on hi ha la major diversitat en espècies, i d'allà es van estendre cap al nord durant els períodes interglacials, principalment com a migradores, tornant a la regió ancestral a l'hivern. Sembla que algunes espècies van colonitzar també Amèrica del Sud abans de la unió dels dos continents. La majoria dels membres d'aquesta família són insectívors. Les espècies migradores tendeixen a fer niuades més grans, ponent fins a sis ous, ja que els riscos dels seus viatges ocasionen que generalment no tinguin més que una oportunitat de reproduir-se. En canvi, el més típic de les espècies tropicals residents és una niuada de dos ous, ja que els pollets poden ser millor atesos i els adults tenen més oportunitats per a la reproducció.

## Taxonomia
Hi ha alguns problemes en la classificació dels parúlids.
Els parúlids estan molt relacionats amb els tràupids (Thraupidae) i alguns gèneres com Conirostrum i Coereba s'han situat alternativament en una o altra família depenent dels autors, tot i que actualment es col·loquen entre els tràupids. Els tradicionals gèneres Parula (que dona nom a la família) i Dendroica, actualment es consideren sinònims de Setophaga i s'inclouen en aquest darrer.
Amb els gèneres Microligea, Icteria i Xenoligea també s'ha discutit sobre si deuen ser considerats parúlids o tràupids. El gènere Nephelornis també té afinitats poc clares.
Els membres del gènere Granatellus, que s'incloïen en aquesta família i que presenten dimorfisme sexual, a causa de recents treballs de genètica, han estat traslladats a la família dels cardinàlids (Cardinalidae).
Segons la classificació del Congrés Ornitològic Internacional (versió 11.1, 2021), aquesta família està formada per 18 gèneres amb 119 espècies:
- Gènere Seiurus, amb una espècie: bosquerola reietó (Seiurus aurocapilla).[5]
- Gènere Helmitheros, amb una espècie: bosquerola menjacucs (Helmitheros vermivorum).[6]
- Gènere Parkesia, amb dues espècies.
- Gènere Vermivora, amb tres espècies.
- Gènere Mniotilta, amb una espècie: bosquerola zebrada (Mniotilta varia).[7]
- Gènere Protonotaria, amb una espècie: bosquerola protonotària (Protonotaria citrea).
- Gènere Limnothlypis, amb una espècie: bosquerola de Swainson (Limnothlypis swainsonii).
- Gènere Oreothlypis, amb dues espècies.
- Gènere Leiothlypis, amb 6 espècies.
- Gènere Leucopeza, amb una espècie: bosquerola de Semper (Leucopeza semperi).
- Gènere Oporornis, amb una espècie: bosquerola de Connecticut (Oporornis agilis).
- Gènere Geothlypis, amb 15 espècies.
- Gènere Catharopeza, amb una espècie: bosquerola de Saint Vincent (Catharopeza bishopi).
- Gènere Setophaga, amb 37 espècies.
- Gènere Myiothlypis, amb 18 espècies.
- Gènere Basileuterus, amb 11 espècies.
- Gènere Cardellina, amb 5 espècies.
- Gènere Myioborus, amb 11 espècies.